# 柳本晶一
柳本 晶一（やなぎもと しょういち、1951年6月5日 - ）は、日本のバレーボール元選手（元全日本代表）・指導者。元バレーボール全日本女子チーム監督。

## 経歴
大阪府大阪市出身。大阪商業大学付属高校卒業後、1970年帝人三原に入団。翌1971年新日本製鐵（現・堺ブレイザーズ）に移籍。以降、主力セッターとして活躍。1973年、全日本代表に初招集されるが、猫田勝敏の控えに甘んじることとなる。1974年アジア大会で優勝、同年世界選手権で銅メダル獲得、1976年モントリオールオリンピックに出場し、4位入賞するなど活躍を見せた。
1980年から監督兼任となり、1982年日本リーグ（現Vリーグ）優勝。1985年からタイ男子代表監督を1年間務める。1986年地域リーグ・日新製鋼の選手兼任監督となり創部5年でチームを日本リーグに昇格させた。1991年現役引退し監督専任となった。
1997年、Vリーグ女子・東洋紡オーキスの監督に就任。就任2年目でVリーグ初優勝、日本リーグ時代を通じて初めて、自分の指揮する男女チームを優勝に導く。
2003年2月、全日本女子代表監督に就任。吉原知子をキャプテンとして全日本に復帰させ、大山加奈、栗原恵ら若手選手を積極的に起用するなど大胆な策を見せた。同年11月開催のワールドカップでは、強豪のキューバから金星を挙げ5位となる快進撃を演じ、翌2004年5月開催のアテネオリンピック世界最終予選では開幕6連勝を果たして、2大会振りの出場権を獲得した。同年8月開催のアテネオリンピックは5位の成績を残した。
オリンピック終了後、監督辞任を示唆したが、協会に慰留される形で続投する事となった。2006年10月から11月にかけて日本で開催された世界選手権では6位、2007年ワールドカップは7位に終わったが、2008年5月開催の北京オリンピック世界最終予選において、開幕6連勝を果たし、2大会連続の出場権を獲得。同年8月開催の北京オリンピックにおいて、前回大会と同じく5位の成績となった。
在任期間が6期となったことから、2008年12月1日、日本バレーボール協会が5日付で全日本女子代表監督を退任させることを発表した。後任は後輩の眞鍋政義。
2010年に朝原宣治らとアスリートネットワークを結成。4月より、芦屋大学特任教授。
現在はバレーボール中継の解説者を務めている。2013年2月、大阪市立桜宮高等学校のスポーツ指導刷新のために「桜宮高校学校改革担当」に就任した。
2016年、男子プロバスケットボールBリーグに参加する西宮ストークスの顧問に就任。

## 人物・エピソード
- テレビ中継のニックネームは全日本女子バレー 復活請負人。
- 『勝負じゃない。負け勝ちや』が柳本の勝負哲学。味わった悔しさを糧に、前向きに努力することで自分を成長させることができるという意味を持つ。
- 連覇を狙った1976年モントリオールオリンピックでは準決勝で敗退。3位決定戦に回ることになった。柳本は「まだメダルのチャンスがある以上、精いっぱい戦って銅メダルは取って帰りましょうよ。僕を是非使って下さい」とチームに熱く語った。しかし連覇を阻まれた主力選手達の士気は上がらず、3位決定戦でも敗れる。この時に「チームはいとも簡単に崩れてしまうものであることを知った」という。
- 『オレについてこい』の根性論で男子チームでは何度も日本一を経験したが、初めて女子チームを率いた東洋紡でも同様の指導をしたら、翌シーズンの開幕直前、24人のメンバーのうち20人が辞めてしまった。女子チームの指導の難しさを痛感し、指導方法を改めた。意思疎通のやり方を少しずつ身につけ、選手との信頼関係を取り戻していった[6]。
- 東洋紡監督時代に対立し、喧嘩別れするかたちとなっていた佐々木みきの実力を高く評価し、全日本女子代表に招聘したこともある。
- 全日本監督就任後から「メグカナ」こと栗原恵、大山加奈という強力なエース候補が出たことに注目し、2003年ワールドカップでは、2人を初戦からスタメンで起用した。柳本は「開催国恩典で出られる以上、敢えてそれぐらいの意表を突く行動に出ないと全日本女子代表への期待感は高まらない」という計算上での策だったと語る。
- アテネオリンピック前には大山を全日本女子エースとしての自覚を促すために、持病の腰痛を抱えているのを承知で練習では敢えてしごき、それ以外では無視したり、メディアを使って揺さぶりをかけて徹底的に追い込んだ。大山は後に「落ち込んだりしてあの頃は辛かったが、そこまで考えてくれていたとは知らなかった」と自分の甘さを振り返り、柳本に感謝しているという。
- アテネオリンピック出場が決まった後、チームとしての更なるレベルアップが必要と考えて「チームはまだ出来上がっていない。もう一度チームを掻き混ぜます」というコメントを残した。これが選手との間で微妙な溝を生み、本番までぎくしゃくした雰囲気を引きずる結果になった[注 2]。

## 所属チーム

### 選手
- 大阪商業大学高等学校
- 帝人三原（1970-1971年）
- 新日本製鐵（1971-1985年）
- 日新製鋼（1986-1991年）

### 指導者
- 新日本製鐵（1980-1985年）
- 男子タイ代表（1985年）
- 日新製鋼ドルフィンズ（1986-1997年）
- 東洋紡オーキス（1997-2002年）
- 女子日本代表（2003-2008年）

## 受賞歴

### 選手
- 1975年 - 第9回日本リーグ（レシーブ賞）
- 1978年 - 第12回日本リーグ（ベスト6）
- 1979年 - 第13回日本リーグ（ベスト6）
- 1982年 - 第16回日本リーグ（ベスト6）

### 監督
- 1982年 - 第16回日本リーグ（最優秀監督賞・新日本製鐵）
- 1998年 - 第5回Vリーグ（最優秀監督賞・東洋紡）
- 2000年 - 第7回Vリーグ（最優秀監督賞・東洋紡）

## 著書
- 力を引き出す : どん底から個人と組織を甦らせる（PHP研究所） ISBN 4569640958
- 人生、負け勝ち（幻冬舎） ISBN 4344007298

## 出演
- すぽると!（フジテレビ、2011年はメイン解説者として男子・女子全てのワールドカップバレーの試合の解説を担当）
- 2011年ワールドカップバレーボール（フジテレビ、日本戦中継解説・すぽると!枠内のハイライトコーナーのMC）
- ロンドン五輪バレーボール女子世界最終予選（TBSテレビ制作分のみ、日本戦中継解説）

## 演じた俳優
- 中村雅俊 - TBS系列月曜ゴールデン『明日もまた生きていこう』（2010年10月25日）